# Distraction
Pour les articles homonymes, voir distraction osseuse.
 (décembre 2011).
Si vous disposez d'ouvrages ou d'articles de référence ou si vous connaissez des sites web de qualité traitant du thème abordé ici, merci de compléter l'article en donnant les références utiles à sa vérifiabilité et en les liant à la section « Notes et références ».

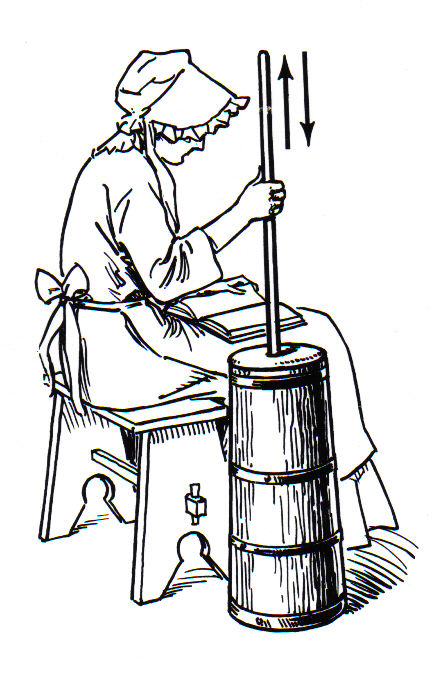
La servante ne lit pas le mode d'emploi de la baratte, mais se distrait tout en l'actionnant.

La distraction est une déviation calculée (divertissement) ou spontanée de l'attention chez un individu.

## Distraction calculée
Une distraction est, en matière de comportement, une expérience dans laquelle un individu s'investit ou se comporte de manière relativement inhabituelle. Ce caractère inhabituel est son principal attrait et à la base de la motivation, juste devant sa charge hédonique donc en matière de plaisir. En effet, dans le contexte de la relative pénibilité de multiples occupations quotidiennes présentant habituellement un fort degré de répétitivité, de prévisibilité, susceptible d'apporter l'ennui, la distraction est toujours une forme de libération des contraintes utilitaires, fonctionnelles, souvent vitales, telles que l'obligation d'assurer sa subsistance. Elle est un divertissement du quotidien donnant accès à une certaine fantaisie permise par l'absence de finalité essentielle ou gratuité, l'imprévu et les surprises. Toutes les activités plaisantes (loisirs, voyages d'agrément, spectacles, ludiques, etc.), sont ainsi des distractions tant qu'elles présentent pour l'individu concerné un caractère inhabituel et minimisant les contraintes pesantes.

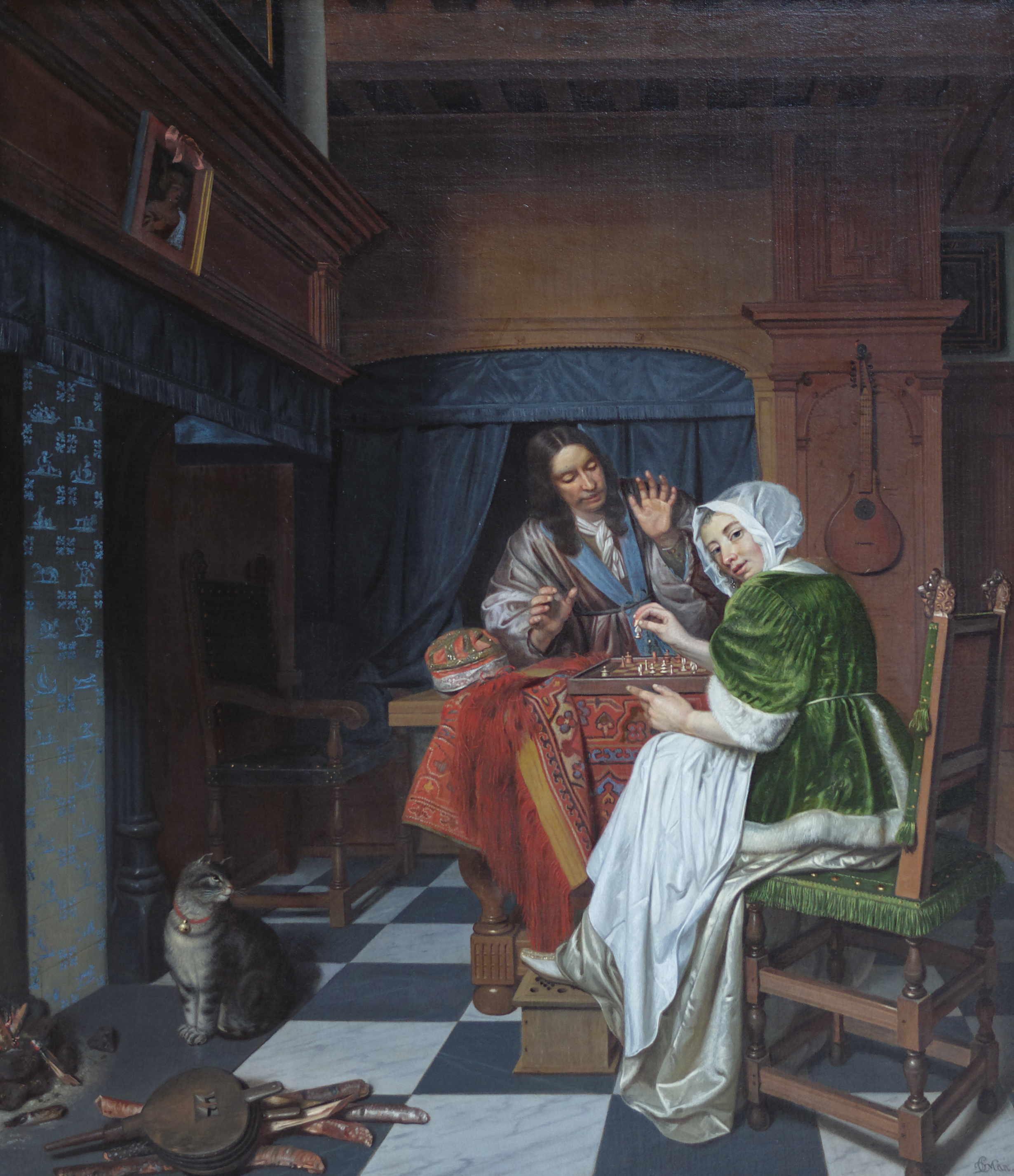
Les joueurs d'échecs, Cornelis de Man - XVIIe siècle.
Ce tableau illustre les deux formes de distraction imbriquées : la femme rompant un instant ce qui est pour elle une « distraction », un loisir, pour céder à la « distraction » induite par la présence du visiteur.

L'attrait pour ce caractère de la distraction est profond dans la psychologie. L'individu doit, la plupart du temps, le réfréner pour maintenir prioritaires ses tâches habituelles. Il relègue à d'autres moments son besoin de variété dans ses modes d'être, ses occupations. Les cultures et les traditions l'aident en cette discipline, par exemple, en interrompant régulièrement les tâches professionnelles, en distinguant un jour de la semaine (dimanche) ou une période de l'année (vacances), et ce au-delà des simples besoins de récupération physiologiques comme l'élimination de la fatigue.

## Distraction spontanée

### Déficit de l'attention
Quelle que soit son activité, jusqu'au divertissement en lui-même, l'individu conserve une disponibilité pour l'inhabituel défini comme rupture avec son occupation principale ; il possède toujours comme une appétence irréductible à l'égard de toute occasion de s'en libérer, ne serait-ce qu'un instant, quitte à mettre en péril cette occupation de fond par des maladresses, des manquements de divers ordres.  

### Trait de caractère
Présente chez tous, la susceptibilité à la distraction est cependant variable d'un individu à l'autre, ainsi que son contrôle volontaire (faculté de concentration), certains l'incarnant au point que cela devienne un trait de caractère : le distrait notoire naturellement et rapidement repéré comme source lui-même de distractions  - plaisantes ou contrariantes pour ceux qui le côtoient selon les personnes et les circonstances. 
La distraction peut s'accompagner d'une forte émotion se traduisant par un trouble général et une rupture importante avec l'état ordinaire et le contexte de sa survenue. L'individu peut également être indisposé par la fréquence de ses distractions, surtout si elles lui font perdre une bonne part des facultés qu'il mobilise ordinairement. Le distrait avéré connaît une insuffisance de ses capacités d'attention : ce n'est même plus aux occasions de distraction qu'il est excessivement réceptif, mais à son monde intérieur, les rêveries que son introversion entretient en toute circonstance. La distraction est ainsi une irruption inopportune d'un imaginaire turbulent toujours en concurrence avec les exigences de l'attention. Ces dispositions peuvent être mobilisées avec profit sous la forme d'une conscience flottante dans des activités artistiques ou simplement créatives.